# دومينيك تورنت
دومينيك تورنت فونت (بالإسبانية: Domènec Torrent Font) (من مواليد 14 يوليو 1962) هو مدرب كرة قدم محترف إسباني ولاعب سابق. يدير حاليًا نادي غلطة سراي التركي.
بعد اللعب والتدريب على مستوى الهواة، أصبح تورينت مساعدًا لبيب جوارديولا في برشلونة وبايرن ميونيخ ومانشستر سيتي. ثم تولى تدريب نادي نيويورك سيتي وفلامنغو وغلطة سراي.

## مسيرته كلاعب
وُلد تورينت في سانتا كولوما دي فارنرز، جيرونا، كتالونيا، لعب في مركز خط الوسط. انضم إلى نادي أولوت في عام 1980 قادمًا من ناديه الأم سي إي فارنرز، حيث تم ترتيب صفقة انتقاله عبر تنظيم مباراة ودية ضد ناديه السابق. في عام 1983، غادر أولوت وانتقل إلى نادي إيه دي جويكسولز، حيث قرر الاعتزال في سن 27 ليبدأ مسيرته التدريبية.